# Xã Edgerton, Quận Hanson, South Dakota
Xã Edgerton (tiếng Anh: Edgerton Township) là một xã thuộc quận Hanson, tiểu bang Nam Dakota, Hoa Kỳ. Năm 2010, dân số của xã này là 109 người.